# Ryōko Takahashi
Ryōko Takahashi (jap. 高橋 涼子 Takahashi Ryōko; ur. 29 sierpnia 1973 w Mamurogawa w prefekturze Yamagata) – japońska biathlonistka, jej największym sukcesem jest 6. miejsce w biegu indywidualnym w czasie Zimowych Igrzysk Olimpijskich w 1998 roku.

## Osiągnięcia

### Igrzyska Olimpijskie
| Rok  | Miejsce                  | IN | SP | PU | MS | RL |
| 1998 | Nagano                   | 6  | 55 |    |    | 14 |
| 2002 | Salt Lake City/Park City | 50 | 28 | 36 |    | 14 |

### Mistrzostwa Świata
| Rok  | Miejsce        | IN | SP | PU | MS | RL |
| 1997 | Brezno-Osrblie | 70 | 57 |    |    | 15 |
| 1999 | Kontiolahti    |    | 53 |    |    | 10 |
| 2000 | Oslo           | 57 | 58 | 45 |    | 9  |
| 2001 | Pokljuka       | 70 | 47 | 27 |    | 9  |

IN – bieg indywidualny, SP – sprint, PU – bieg pościgowy, MS – bieg ze startu wspólnego, RL – sztafeta

### Puchar Świata
| Sezon     | Miejsce |
| --------- | ------- |
| 1997/1998 | 41.     |
| 1998/1999 | 59.     |
| 1999/2000 | 44.     |
| 2000/2001 | 52.     |
| 2001/2002 | 71.     |